# Литофит
Литофити (на старогръцки: λίθος – „камък“ и на гръцки: φυτόν – „растение“), също и петрофити (на гръцки: πέτρα – „камък“) са растения, които живеят в скали и каменисти сипеи. Според една класификация литофити са само цианобактериите, лишеите и мъховете, които първи се размножават върху неживата природа, а според друга литофитите са низши растения с коренова система или т.нар. васкуларни растения (покритосеменни, голосеменни, папрати и др.), които живеят на каменисти места. И в двата случая жизнената активност на литофитите играе важна роля в размножаването на висшите растения, посредством образуването на почвения субстрат.
Литофитите се делят на такива, които живеят прикрепени върху скалната повърхност и такива, чиито корени активно разрушават скалата. Литофити са и растенията, живеещи върху скали с много тънък почвен слой. Един вид литофитит може да създаде условия за друг, както и различни видове литофити да живеят в симбиоза помежду си.
Някои растения, които са епифити (растящи върху други растения), са същевременно и литофити (растящи върху скали и каменисти почви).
Често литофитите са сукулентни растения (с месести листа), като така съхраняват ценната вода, тъй като скалите са изключително бедни на нея.

## Хазмофит
Растенията с добре развита коренова система, растяща в скалисти пукнатини, се наричат хазмофити. Те имат нужда от минимално количество почвен субстрат: каменоломка (Saxifraga), обикновена хвойна (Juniperus communis), бял бор (Pinus sylvestris), бук (Fagus) и др.
Според различните класификации хазмофитите са вид литофити или отделен вид растения.